# هاينر أوفييدو
هاينر أوفييدو (بالإسبانية: Heiner Oviedo)‏ هو لاعب تايكوندو كوستاريكي، ولد في 28 ديسمبر 1988 في سان خوسيه في كوستاريكا.

## وصلات خارجية
- هاينر أوفييدو على موقع TaekwondoData.com (الإنجليزية)
- هاينر أوفييدو على موقع أوليمبيديا (الإنجليزية)